# 董仕民
董仕民（1966年11月1日—），男，内蒙古自治区呼伦贝尔市莫力达瓦达斡尔族自治旗人。曾任呼伦贝尔市信访局局长、呼伦贝尔市司法局局长等职务，现任呼伦贝尔市发展和改革委员会副主任。

## 争议

### “老弱病残孕往死里打”言论
2019年8月，在呼伦贝尔市信访局的一次信访维稳会议中，时任呼伦贝尔市信访局局长的董仕民对于对上访者的执法力度有所不满，发言称：
“有的地方公安不为成功找办法，只他妈为失败找理由，岁数大的不能打，这个糖尿病的、高血压的、孕妇等等不能打，我告诉你，必须打往死里打，死了我负责……不能让他死在监狱里，死在监狱里，那么事也大了。派四个大夫八个护士给我看十天，必须把这些人都拘了，拘十天之后都写了保证书、悔过书，效果非常好。第一必须打，第二不能死在监狱里，死在监狱里，那你得考虑公安，公安本身就非常怕这事。完了你最后又死在这，这很麻烦。”
这段发言的录音在流出到网络上之后引起了广泛关注。有学者认为其反映了中国共产党在维稳时对于法律的无视，以及群众维护自己权益的困难。
2021年2月10日，中共呼伦贝尔市委以“发表不当言论，造成不良社会影响”为由，免去董仕民的呼伦贝尔市司法局党组书记、局长、市强制隔离戒毒所第一政委职务。
2021年2月20日，呼伦贝尔市第四届人民代表大会常务委员会第二十六次会议表决通过免去董仕民的市司法局局长职务。

### 重获升迁
2023年1月20日，董仕民被任命为呼伦贝尔市发展和改革委员会副主任（正处级）、市政府国防动员办公室主任、市人民防空办公室主任。